# George P. Dog
George P. Dog (Barnyard Dawg en anglais) est un personnage Looney Tunes et Merrie Melodies créé en 1946 par Robert McKimson. Il s'agit d'un chien (un basset hound plus précisément) anthropomorphe étant l'ennemi juré de Charlie le coq mais ayant également des disputes avec Daffy Duck, Grosminet et les Goofy Gophers (en) (Mac et Tosh).

## Description
Intronisé en même temps que Charlie le coq dans Un drôle de poulet (1946), George a le plus souvent des disputes avec ce dernier, même s'il leur arrive de s'allier contre quelqu'un d'autre comme Daffy Duck dans Blagues dans le coin-coin (1956). Mais dans Un canard complètement givré (1949), il s'agit d'une dispute entre George et Daffy dans laquelle Porky Pig intervient.